# Acenocumarolo
L'acenocumarolo è un composto chimico di formula C19H15NO6 che in condizioni standard si presenta come una polvere cristallina biancastra, inodore e insapore.

## Caratteristiche strutturali e fisiche
È un derivato della cumarina. L'acenocumarolo forma una miscela racemica di enantiomeri ottici R(+) e S(-). Il composto risulta:
- parzialmente solubile nella maggior parte dei solventi organici;[10]
- solubile in soluzioni di idrossidi alcalini[11] e in alcol.[7]

Se riscaldato fino a decomposizione emette fumi tossici contenenti ossidi di azoto.
| N. di atomi pesanti                            | 26             |
| N. di donatori di legami a idrogeno            | 1              |
| N. di accettori di legami a idrogeno           | 6              |
| N. di elementi stereogenici atomi non definiti | 1              |
| N. di legami ruotabili                         | 4              |
| Massa monoisotopica                            | 353,08993720 u |
| Superficie polare                              | 109 Å²         |

## Reattività e caratteristiche chimiche
Reagisce con gli alcali a formare sali idrosolubili. L'indice di ritenzione di Kovats standard apolare del composto è pari a 1779.

### Spettri analitici
- GC-MS
- MS-MS[14]
- LC-MS[15]
- Raman[16]

## Farmacologia e tossicologia

### Farmacocinetica

#### Assorbimento
Viene rapidamente assorbito per via orale e almeno il 60% della dose diviene disponibile sistemicamente. Dopo una dose singola di 10 mg si ottengono concentrazioni di picco plasmatiche di 0,3 ± 0,05 μg/ml entro 1-3 ore. Le concentrazioni di picco plasmatiche e le aree sotto la curva di concentrazione ematica (AUC) sono proporzionali al dosaggio, in un intervallo di 8–16 mg. Le concentrazioni plasmatiche tra i singoli pazienti variano in una maniera tale che non si può stabilire alcuna correlazione tra la dose, le concentrazioni plasmatiche di acenocumarolo ed il livello misurabile di protrombina. L’effetto anticoagulante persiste per più di 24 ore.

#### Distribuzione
La maggior parte della dose somministrata viene distribuita nella frazione plasmatica del sangue, dove il 98,7% si lega alle proteine plasmatiche, principalmente all’albumina. Il volume apparente di distribuzione è di 0,16-0,18 L/Kg per l'enantiomero R(+) e di 0,22-0,34 L/Kg per l'enantiomero S(-). L'acenocumarolo passa nel latte materno, ma solo in quantità molto piccole, che non possono essere rilevate dai comuni metodi analitici. Esso attraversa anche la placenta.

#### Metabolismo
L'acenocumarolo viene ampiamente metabolizzato. Gli idrossilati 6- e 7- di entrambi gli enantiomeri di acenocumarolo sono i principali metaboliti e il citocromo P450 2C9 è il principale catalizzatore per la formazione di questi 4 metaboliti. CYP1A2 e CYP2C19 sono altri enzimi coinvolti nel metabolismo di (R)-acenocumarolo.
Attraverso la riduzione del gruppo chetonico si formano due diversi metaboliti alcolici. Per riduzione del nitrogruppo si ottiene un metabolita amminico. Tutti questi metaboliti sono farmacologicamente inattivi nell'uomo. La variabilità correlata al CYP2C9 rende conto del 14% della variabilità interindividuale nella risposta farmacodinamica all’acenocumarolo.
I sistemi enzimatici CYP2C9 sono espressi in maniera polimorfa e la loro frequenza differisce nell’ambito della popolazione. Nei caucasici, le frequenze di comparsa di CYP2C9*2 e CYP2C9*3 sono rispettivamente 12 e 8%. I pazienti con una o più varianti di questi alleli di CYP2C9 hanno una clearance di S-acenocumarolo ridotta. Nei pazienti africani, CYP2C9*2 e CYP2C9*3 compaiono a frequenze di alleli più basse rispettivamente del 1-4% e 0,5-2,3% rispetto a quelle dei caucasici. La popolazione giapponese ha frequenze di alleli inferiori, rispettivamente dello 0,1% e del 1-6% per CYP2C9*2 e CYP2C9*3.

#### Escrezione
Acenocumarolo viene eliminato dal plasma con un'emivita di 8-11 ore. Dopo somministrazione orale la clearance plasmatica apparente è di circa 3,65 L/h. La clearance plasmatica totale dell’enantiomero R(+) che possiede una attività anticoagulante significativamente maggiore, è inferiore a quella dell’enantiomero S(-). Solo lo 0,12-0,18% della dose viene escreto nell'urina in forma immodificata. L'escrezione cumulativa di metaboliti e di sostanza attiva immodificata durante una settimana è equivalente al 60% della dose nelle urine e al 29% della dose nelle feci.

### Farmacodinamica
Agisce come antagonista della vitamina K e produce l'effetto anticoagulante attraverso l’inibizione dell’epossiriduttasi della vitamina K con una conseguente riduzione della gamma-carbossilazione di certe molecole di acido glutammico localizzate in diversi siti accanto ad entrambe le estremità dei fattori di coagulazione II (protrombina), VII, IX e X, nonché della proteina C o del suo cofattore proteina S.
La gamma-carbossilazione ha una relazione significativa con l'interazione tra i sopraddetti fattori di coagulazione e gli ioni calcio. Senza questa reazione la coagulazione del sangue non può iniziare. In base al dosaggio iniziale, l'acenocumarolo determina un prolungamento del PT/INR entro circa 36-72 ore.

### Effetti del composto e usi clinici
È un anticoagulante orale che funziona come antagonista della vitamina K ed  Il suo effetto è simile al warfarin, con quest'ultimo che ha un effetto anticoagulante più efficace.
Viene utilizzato per il trattamento e la prevenzione delle malattie tromboemboliche. In particolare il composto è utilizzato nella prevenzione dell'embolia cerebrale, della trombosi venosa profonda, dell'embolia polmonare, nel tromboembolismo da infarto e negli attacchi ischemici transitori. Viene inoltre utilizzato nel trattamento della trombosi venosa profonda e dell'infarto del miocardio.
La sensibilità può variare da paziente a paziente e può fluttuare nel corso del trattamento. È essenziale effettuare regolari analisi del tempo di protrombina/Rapporto Internazionale Normalizzato (INR) e adattare la posologia sulla base dei risultati ottenuti.
Il farmaco deve essere sempre assunta alla stessa ora del giorno con un po' d'acqua senza masticare. La dose di mantenimento generalmente è tra 1 e 8 mg/die in base al singolo paziente, alla malattia di base, all’indicazione clinica ed all’intensità di anticoagulazione desiderata.
La variabilità genetica in particolare in relazione ai geni che codificano per le proteine CYP2C9 e VKORC1 può influenzare significativamente la dose di acenocumarolo necessaria ad ottenere l’effetto clinico desiderato.

### Controindicazioni ed effetti collaterali
A causa dell’aumentato rischio di emorragia, è controindicato:
- pazienti con grave compromissione renale;
- pazienti con grave compromissione epatica;
- pazienti con ipersensibilità al composto e ai derivati cumarinici correlati;
- donne in gravidanza;
- donne in età fertile che non assumono contraccettivi;
- pazienti  incapaci di cooperazione e non supervisionati con associato un elevato rischio di non aderenza al trattamento;
- pazienti con diatesi emorragica e/o discrasia ematica;
- subito prima o subito dopo un intervento chirurgico sul sistema nervoso centrale, oftalmici o con ampia esposizione di tessuti;
- pazienti con ulcera peptica;
- in caso di emorragia nel tratto gastrointestinale, nel tratto urogenitale o nel sistema respiratorio, nonché in caso di emorragie cerebrovascolari, pericardite acuta e versamenti pericardici, ed endocardite batterica;
- grave ipertensione;
- aumentata attività fibrinolitica;
- grave insufficienza circolatoria con stasi epatica.

Bisogna esercitare cautela:
- in pazienti con compromissione renale da lieve a moderata;
- in pazienti con compromissione epatica da lieve a moderata;
- in pazienti con insufficienza cardiaca;
- in pazienti affetti da calcifilassi;
- in pazienti di età superiore a 65 anni;
- in pazienti con deficienza di proteina C o S;
- durante l'allattamento.

In casi estremamente rari ed in alcuni pazienti ad alto rischio (es. dopo infarto miocardico) può verificarsi "ipercoagulabilità di rimbalzo".
| Disturbi del sistema immunitario                | ipersensibilità (raro)                                  |
| Patologie vascolari                             | emorragia (comune) vasculite (molto rarro)              |
| Patologie gastrointestinali                     | diminuzione dell'appetito, nausea, vomito (rari)        |
| Patologie epatobiliari                          | danno epatico (molto raro)                              |
| Patologie della cute e del tessuto sottocutaneo | alopecia (raro) necrosi cutanea emorragica (molto raro) |

### Tossicologia
Mentre le dosi singole, anche molto elevate, in genere non sono pericolose, le manifestazioni cliniche del sovradosaggio possono verificarsi durante l'uso prolungato di dosi giornaliere più elevate di quelle necessarie per il trattamento. La sensibilità del singolo paziente agli anticoagulanti orali, l'entità del sovradosaggio e la durata del trattamento influiscono sulla manifestazione e sulla gravità degli effetti.
Le emorragie in vari organi sono la manifestazione più importante del quadro clinico. Esse possono prendere la forma di emorragie cutanee (80%), ematuria (52%), epistassi, ematemesi, emorragia gastrointestinale, sanguinamento vaginale, sanguinamento alle giunture, ematomi, sanguinamento gengivale. Ulteriori sintomi includono tachicardia, ipotensione, disturbi circolatori dovuti alla perdita ematica, nausea, vomito, diarrea e dolore addominale.
Gli esami di laboratorio rivelano un valore estremamente alto di PT/INR, un pronunciato prolungamento del tempo di ricalcificazione o di protrombina, e alterazioni alla gamma-carbossilazione dei fattori II, VII, IX e X. In caso di grave emorragia, a qualsiasi livello di INR, i fattori della coagulazione possono essere riportati ai valori normali mediante somministrazione di sangue intero fresco o di concentrati plasmatici congelati, concentrato del complesso protrombinico o fattore ricombinante VIIa integrato con vitamina K1.
La vitamina K1 può antagonizzare l'effetto inibitorio sulla gamma-carbossilazione epatica dei fattori della coagulazione dipendenti dalla vitamina K entro 3-5 ore. In caso di emorragie clinicamente non significative (INR < 4,5), come breve epistassi o piccoli ematomi isolati, spesso è sufficiente una temporanea riduzione o l’omissione di una dose. In caso di INR elevato (INR 4,5-9) con sanguinamento non significativo, omettere una o due dosi e somministrare oralmente 1-2,5 mg di vitamina K1, specialmente nei pazienti con un maggiore rischio emorragico.
In caso di INR elevato (INR > 9) con sanguinamento non significativo, interrompere la terapia e somministrare oralmente 2,5–5 mg di vitamina K1.  In caso di evidenza di emorragia significativa (a qualsiasi livello di INR), interrompere la terapia ed iniettare 5–10 mg di vitamina K1 per via endovenosa, molto lentamente (velocità non superiore a 1 mg/minuto). In caso di emorragia il composto può essere risomministrato quando l’INR è nel range prefisso.

### Interazioni
Preparazioni a base di H. perforatum non devono essere assunte in contemporanea con medicinali contenenti acenocumarolo, a causa del rischio di decremento dei livelli plasmatici e di diminuzione dell'efficacia terapeutica di quest'ultimo. Ci sono molte possibili interazioni tra i cumarinici e gli altri farmaci.
I meccanismi coinvolti in tali interazioni includono:
- disturbi dell'assorbimento,
- inibizione o induzione del sistema di metabolismo enzimatico,
- ridotta disponibilità della vitamina K necessaria per la γ-carbossilazione dei fattori del complesso protrombina.

Alcuni farmaci possono interagire con più di un meccanismo. Ogni terapia può comportare il rischio di interazioni sebbene non tutte le interazioni siano significative. Di qui la necessità di attenta sorveglianza e di frequenti esami della coagulazione (generalmente due volte alla settimana) quando si prescriva per la prima volta un qualsiasi farmaco in combinazione o nel caso si sospenda un farmaco somministrato contemporaneamente.
Durante il trattamento concomitante con derivati idantoinici (es. fenitoina), può aumentare la concentrazione sierica dell'idantoina. Durante il concomitante trattamento con i derivati della sulfanilurea può aumentare l'effetto ipoglicemizzante di tali farmaci. Gli inibitori del CYP2C9 hanno il potenziale di aumentare l'effetto dell’acenocumarolo, aumentando l'esposizione al composto, mentre gli induttori del CYP2C9, 2C19, e/o 3A4 hanno il potenziale di diminuirne l'effetto.
Gli alimenti ricchi in vitamina K possono antagonizzare gli effetti dell’acenocumarolo. Alcune preparazioni a base di erbe possono causare sanguinamento quando assunte da sole (es. aglio, Ginkgo biloba) e possono avere proprietà anticoagulanti, antipiastriniche e/o fibrinolitiche. Al contrario, alcuni prodotti a base di erbe possono diminuire l'effetto del composto (es. coenzima Q10, erba di San Giovanni, ginseng). Alcune preparazioni a base di erbe e cibi possono interagire col composto attraverso interazioni con il CYP450 (es. echinacea, succo di pompelmo, ginko, idraste).